# Athol, Kansas
Athol är en ort i Smith County i Kansas. Vid 2010 års folkräkning hade Athol 44 invånare.